# Nephila pilipes
Nephila pilipes (лат.) — вид пауков из семейства Nephilidae. Встречается в тропических и субтропических регионах.

## Описание
Разновидность золотистого паука-паутины. Он проживает во всех странах Восточной и Юго-Восточной Азии, а также в Океании. Обычно встречается в первичных и вторичных лесах и садах. Самки крупные, вырастают до 30-50 мм, самцы — до 5-6 мм.

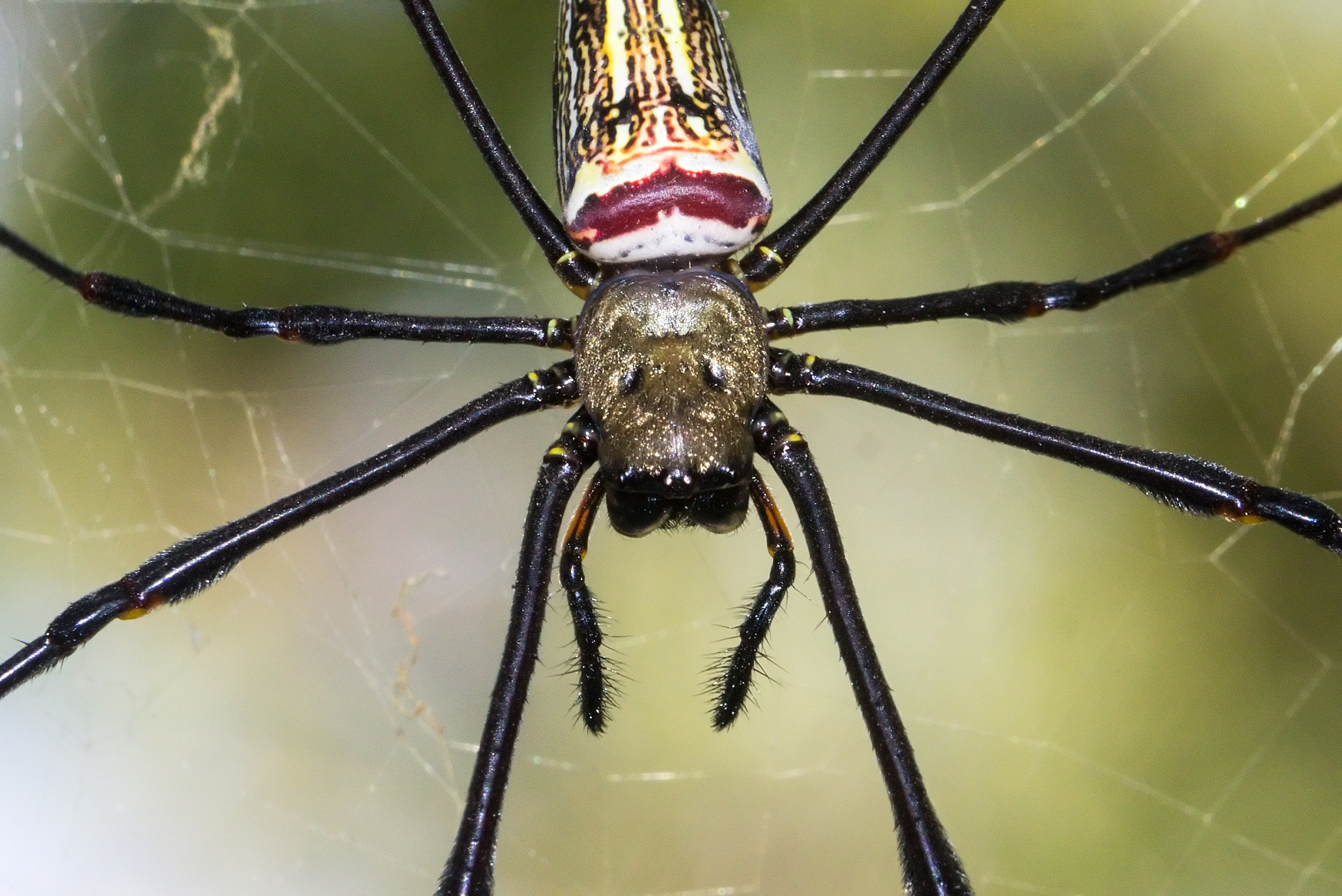
Самка, Индонезия

Крупный паук. Самки почти в пять раз крупнее самцов. По другим данным, самки крупнее самцов в 4-10 раз.

### Паутина
Паутина часто бывает размером более квадратного метра. Нередко в неё попадают птицы.

## Распространение
Широко распространён в южной Азии и Австралии.
Пауки этого вида обнаружены в Японии, Китае, Вьетнаме, Сингапуре, Тайване, Камбодже, Малайзии, Мьянме, Индонезии, Таиланде, Лаосе, Филиппинах, Шри-Ланке, Индии, Непале, Папуа-Новой Гвинее и Австралии.